# Морріс (автор коміксів)
Моріс де Бевере (1 грудня 1923, Кортрейк, Кортрейк, Західна Фландрія, Бельгія — 16 липня 2001, Брюссель, Бельгія)  більш відомий як Морріс — бельгійський карикатурист, художник коміксів, ілюстратор і творець бестселера коміксу Щасливчик Люк (анімаційний серіал про стрільця на Дикому Заході США). На створення коміксу його надихнула історія банди Далтонів та інших злочинців. Понад 20 років комікс залишався бестселером, перекладений 23 мовами та отримав міжнародне визнання. Протягом 20 років над створенням коміксу він працював із французьким письменником Рене Ґосінні.

## Життєпис
Народився в Кортрейку (Бельгія). Навчався у відомому єзуїтському коледжі у бельгійському Алсті. Якось його вчитель математики сказав батькам, що юнак ніколи не зможе досягти успіху, оскільки на уроках він малював на полях сторінок підручників.
Після закінчення коледжу розпочав кар'єру в невеликій бельгійській анімаційній студії Compagnie belge d'actualités. Там познайомився з колегами-художниками П'єром Кюліфором, Андре Франкеном та Едді Паапе.
Після Другої світової війни студія закрилася. Моріс працював ілюстратором у фламандській газеті Het Laatste Nieuws та у щотижневому французькому журналі Le Moustique бельгійського видавництва Dupuis. Створив близько 250 обкладинок та багато інших ілюстрацій для журналу, переважно карикатур на кінозірок.
Помер 2001 року через тромбоемболію легеневої артерії після операції на шийці стегнової кістки після падіння.

## Щасливчик Люк
1946 року для франко-бельгійського журналу Спіру Моріс створив комікс «Щасливчик Люк». Герой — самотній ковбой, який подорожує Диким Заходом, допомагаючи нужденним, з ним поруч завжди його вірний кінь Jolly Jumper. Перший сюжет «Arizona 1880» опубліковано 7 грудня 1946 року.
Моріс став одним із провідних художників видання. Був одним із так званої «банди чотирьох», до якої також входили Джидже, Андре Франкен і Вілл. На відміну від інших, він не працював у студії Джідже, але всі четверо стали друзями, творчо надихали та підтримували один одного. 1948 року Моріс, Джідже і Франкен вирушили до Сполучених Штатів (Вілл був ще надто молодим, йому довелося залишитися в Бельгії). Вони хотіли ознайомитися з країною, побачити, що залишилося від Дикого Заходу, і зустрітися з деякими американськими художниками коміксів. Моріс був у США найдовше — шість років. Там він познайомився з Джеком Девісом та Гарві Курцманом, допоміг їм у створенні журналу Mad, який випускало видавництво EC Comics. Також у США познайомився з французьким художником коміксів та письменником Рене Ґосінні.
З цього почалася їхня тривала співпраця: Ґосінні писав усі оповіді про Щасливого Люка від 1955 року до своєї смерті 1977 року. В 1950-х роках Ґосінні був маловідомим, але згодом став найуспішнішим автором коміксів у Європі, спочатку зі Щасливчиком Люком, а згодом став автором «Астерікса».
Час, проведений у США, став віхою розвитку Моріса, не тільки завдяки співпраці з Ґосінні, але й тому, що він зібрав багато матеріалів для своїх пізніших робіт. Там він познайомився з голлівудськими фільмами того часу. Пізніше використовував у своїх коміксах безліч кінематографічних прийомів, таких як стоп-кадри та великі плани. Значно вплинув на Моріса Волт Дісней, що видно в круглих лініях, характерних для ранніх серій Щасливчика Люка. Багато персонажів його коміксів також явно засновані на відомих американських акторах, таких як Джек Пеланс, Гері Купер, Вільям Клод Філдс та Вільям Гарт. Моріс також малював карикатури на відомих людей, таких як Луї де Фюнес та Серж Генсбур.
Перші 30 серій Щасливчика Люка опублікувало видавництво Dupuis. Наприкінці 1960-х років Моріс припинив співпрацю з Dupuis та Спіру і перейшов у видання Dargaud та Pilote.
1984 року американська студія Hanna-Barbera зняла мультиплікаційний серіал із 52 епізодів Щасливчика Люка, що принесло йому величезну популярність. Ще 52 мультфільми знято на початку 1990-х. Також за серіалом створено кілька відеоігор для PlayStation та Game Boy Color. Щасливчик Люк — найпопулярніший європейський серіал коміксів: продано понад 300 млн копій, опублікованих більш ніж тридцятьма мовами.
На відміну від сучасників, Моріс ніколи не працював над кількома серіалами відразу. Але зробив багато ілюстрацій до оповідань 1940-х та 1950-х років. У 1990-х створив Rantanplan, сюжет якого схожий на Щасливчика Люка, а головним героєм є недолугий пес.
2005 року Морріс посів 79-е місце в рейтингу французької спільноти Бельгії «Найвидатніший бельгієць».